# Szacsin Tendulkar
Szacsin Tendulkar (maráthi nyelven: सचिन तेंदुलकर; Bombay, 1973. április 24.–) a világ egyik leghíresebb krikettjátékosa. Az indiai származású Tendulkart sokan a krikett-történelem egyik legjobb ütőjátékosának tartják. Nevéhez több világrekord is fűződik. A nemzetközi krikettben 1989 és 2013 között volt aktív, 2012-től 2018-ig az indiai parlament felsőházának képviselőjeként is tevékenykedett.
India válogatottjával öt világbajnokságon is szerepelt, ezek közül egyet, a 2011-eset meg is nyertek.

## Élete és pályafutása
1973-ban született a ma Mumbainak nevezett Bombayben. 11 éves korában kapta meg első krikettütőjét, 14 évesen pedig iskolai csapatában már 329 pontig is eljutott egy mérkőzés alkalmával. Egy évvel később mutatkozott be Bombay első osztályú csapatában, ahol mindjárt első meccsén eljutott a 100 pontig. 1989 novemberében Pakisztán ellen már az indiai tesztválogatottban is bemutatkozott, ezzel ő lett minden idők legfiatalabb indiai játékosa, aki tesztmérkőzésen szerepelt. 18 évesen Ausztráliában kétszer is elérte a 100 pontot (Sydneyben 148-at, Perthben 114-et ütött), 1994-ben pedig 179-ig jutott a Nyugat-India legjobbjai ellen. 1996 augusztusában, mindössze 23 évesen hazája válogatottjának kapitánya lett.
Bár 1996-ban India kiesett a világbajnokság elődöntőjében, Tendulkar még így is a torna legtöbb pontot elérő ütőjátékosa lett 523 futással. Az 1997–1998-as idényben nyújtott kimagasló teljesítményéért megkapta az indiai sportolóknak adható legmagasabb díjat, a Rádzsív Gándhí Khel Ratna díjat. Bár India 1999-ben nem sok sikert ért el a világbajnokságon, de 2003-ban ismét a döntőig jutottak. Igaz, hogy ezt elvesztették, de Tendulkart 60,2-es ütési átlagával a torna legjobb játékosának választották.
2005 decemberében, amikor egy Srí Lanka elleni tesztmérkőzésen pályafutása 35. teszt-százasát érte el (mindössze 125 mérkőzés alatt), ezzel megdöntötte Szuníl Gávaszkar korábban elért eredményét. 2007 júniusában újabb mérföldkőhöz érkezett: egynapos nemzetközi mérkőzéseken elérte az összesen 15 000 futást, ami eddig még senkinek sem sikerült a világon, egy hónappal később pedig ő vált az első férfijátékossá, aki 200 pontot tudott szerezni egyetlen játékrészben egynapos nemzetközi meccsen. 2010-ben a Nemzetközi Krikett-tanács az év krikettezőjének választotta. 2012 márciusában egy Banglades elleni egynapos nemzetközin elérte pályafutása 100-adik nemzetközi 100-asát, szintén elsőként a világon. 2007-től 2013-ig a hazai krikettben, a Mumbai Indians csapatában is szerepelt Húsz20-as mérkőzéseken.
Pályafutása alatt világrekordot jelentő számú, 34 357 pontot szerzett a nemzetközi krikettben, ebből 15 921-et tesztben, ami szintén világcsúcs. Dobójátéka nem volt kiemelkedő, de így is több mint 12 000 érvényes dobása volt nemzetközi szinten, amelyekből 201 kaput is szerzett.
2012-től 2018-ig az indiai országgyűlés felsőházának is tagja volt: ő lett az első aktív sportoló, aki ezt elmondhatta magáról. 2014-ben megkapta India legmagasabb olyan kitüntetését, amit csak egy civil megkaphat: a Bhárat Ratna díjat.
Egy 2014-es világszintű felmérés során kiderült, a világon ő az ötödik legcsodáltabb ember Bill Gates, Barack Obama, Vlagyimir Putyin és Ferenc pápa után.

## Magánélete
Bár játék közben az ütőt jobbkezes módjára fogja, a mindennapi életben balkezes. Felesége Andzsali Mehtá gyermekorvosnő, két gyermekük Szárá (leány) és Ardzsun (fiú). Utóbbi szintén krikettjátékos.
2017-ben mutatták be a Tendulkar életéről (beleértve sportpályafutását és magánéletét is) szóló dokumentumfilmet Szacsin: Egymilliárd álom címmel, amelyben a főszerepet nem egy színész, hanem ő maga alakítja.

## Képek

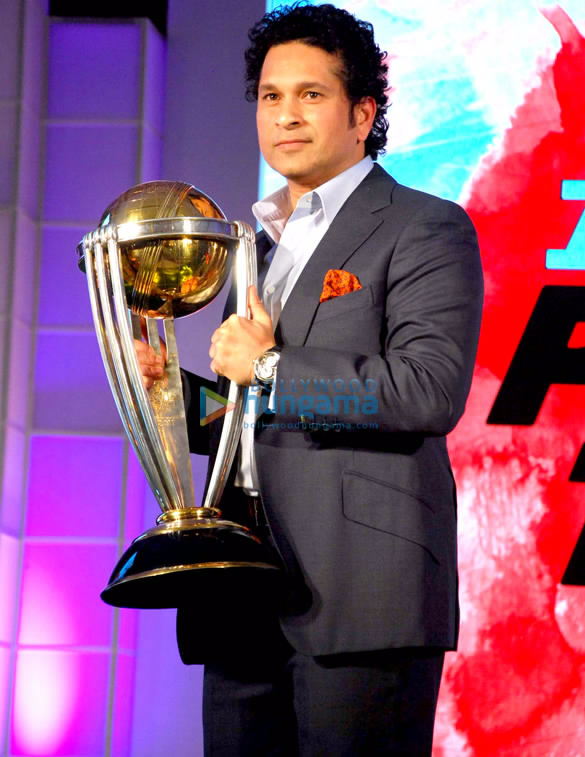
2015-ben
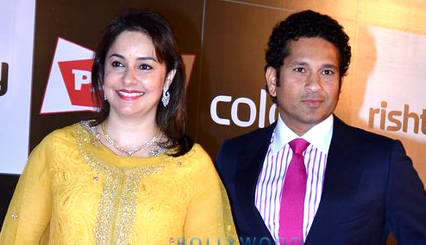
Feleségével
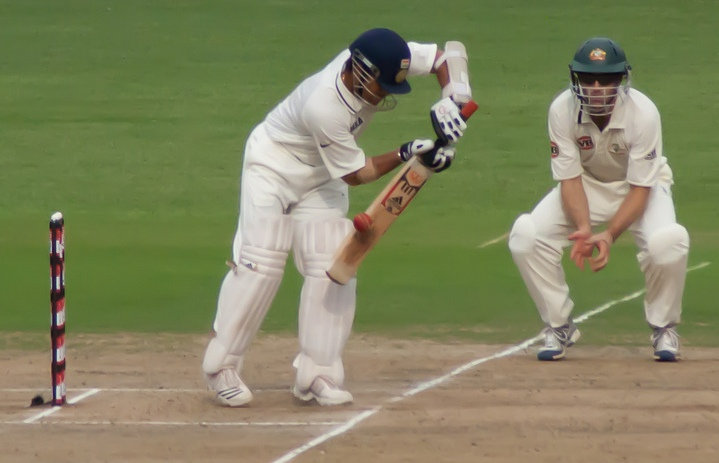
A pályán, ütővel a kezében
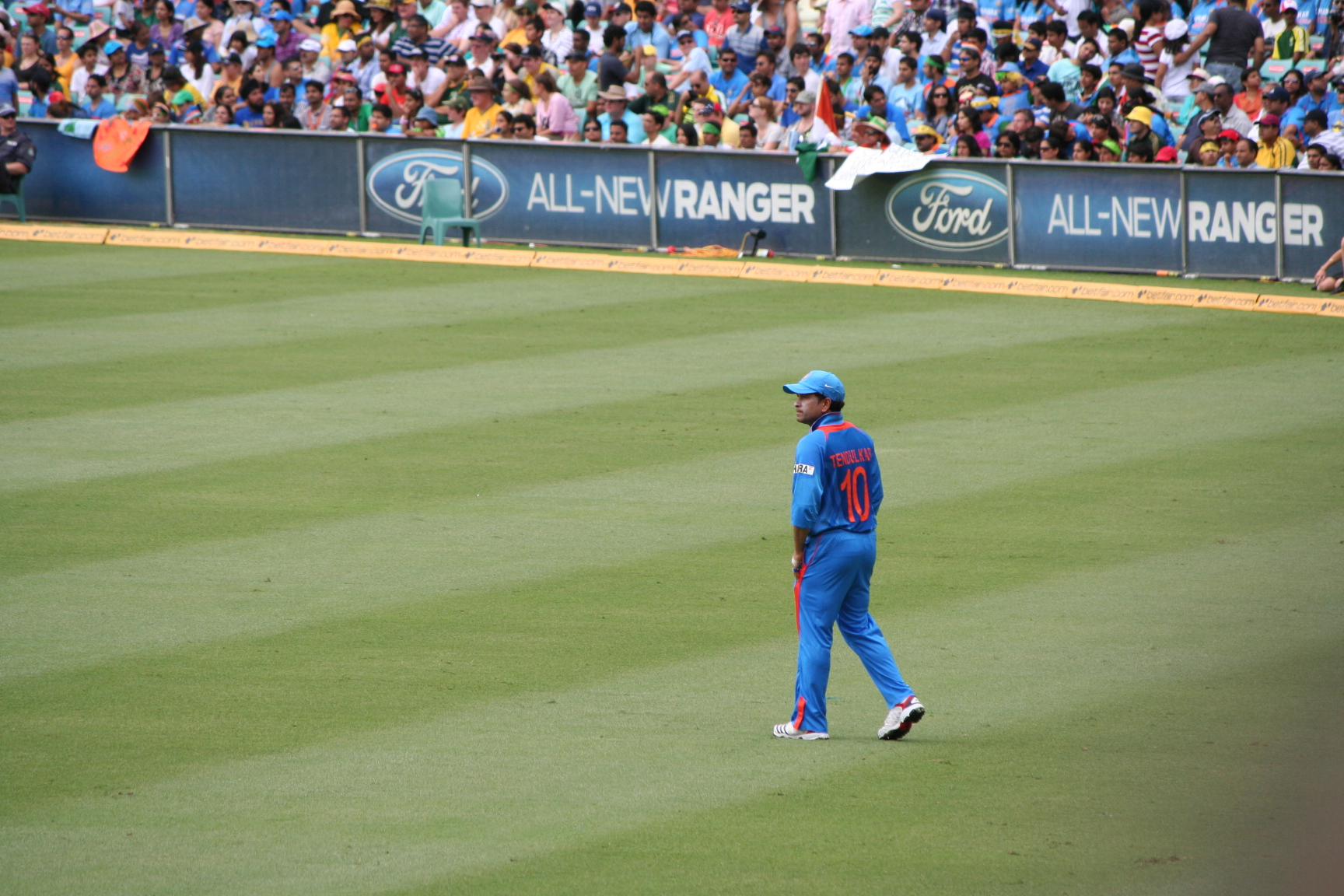
A mezőnyben